# Type 5 Chi-Ri
Il Type 5 Chi-Ri è stato l'ultimo carro armato medio giapponese creato durante la seconda guerra mondiale, e rappresenta il miglior blindato nipponico sotto ogni aspetto rispetto ai precedenti corazzati.

## Storia

### Sviluppo
Il progetto per un carro armato di grande stazza e bene armato iniziò nel 1943 e si trascinò fino al 1944, dando luogo a due diversi veicoli: uno divenne in breve il Type 4 Chi-To, mentre il secondo ne era di fatto una versione più pesante e di dimensioni maggiori. La costruzione del prototipo del mezzo più massiccio cominciò alla fine dell'anno e fu terminata solamente a maggio del 1945, quando la guerra era ormai perduta e il Giappone versava in una spaventosa crisi economico-militare. Il neonato Type 5 Chi-Ri venne allora abbandonato, preferendogli il Type 4 per la produzione meno complessa e l'avanzato stadio di sviluppo.

### Produzione e impiego
I comandi nipponici prevedevano di assemblare grandi divisioni corazzate con i Type 4 e i Type 5 Chi-Ri, con le quali respingere vittoriosamente i temuti sbarchi che gli Stati Uniti programmavano di eseguire sulle coste del Giappone: la crisi dell'industria prima e la resa poi fecero sì che il Type 5 non venisse mai impiegato e rimanesse allo stato sperimentale. È probabile che avrebbe potuto dimostrarsi superiore all'M4 Sherman, se non altro riguardo alla potenza di fuoco; prodotto massicciamente, avrebbe forse influito sull'esito della guerra in corso ormai sempre più disastroso per il Giappone.
Al termine del conflitto e con l'occupazione alleata del Giappone, il prototipo quasi completamente disarmato fu catturato dagli Stati Uniti: non si sa di preciso se venne rottamato oppure se fu perduto in mare mentre viaggiava via nave alla volta dell'America settentrionale.

## Caratteristiche
Poiché il compito precipuo del blindato sarebbe stato quello di combattere gli M4 Sherman statunitensi, la parte frontale dello scafo fu dotata di una corazzatura inclinata spessa 75 millimetri e le protezioni furono tutte ottenute mediante saldatura elettrica. La grande torretta esagonale, fornita su tutti i lati da piastre spesse 50 mm, era stata studiata per ospitare il cannone Type 4 da 75 mm L/56,4 (alzo da -10° a +25°): con una velocità alla bocca di 860 m/s, poteva perforare con tranquillità una piastra spessa oltre 70 millimetri alla distanza di 1.000 metri. In seguito fu però deciso che i modelli di serie avrebbero montato un ancor più potente cannone antiaereo Type 99 da 88 mm; il mantelletto protettivo del cannone sarebbe stato spesso 75 mm in entrambi i casi. In casamatta, sul lato sinistro dello scafo, era prevista l'installazione di un pezzo da 37 mm Type 1 lungo 46 calibi (L/46) e di una mitragliatrice Type 97 da 7,7 mm vincolati allo stesso supporto: il cannone era capace di penetrare una lastra spessa 25 mm da 1.000 metri grazie alla velocità alla bocca di 785 m/s. Una seconda arma automatica trovava posto in torretta, 90° a sinistra dell'armamento principale, e sul tetto era presente un aggancio per adoperare una mitragliatrice in funzione antiaerea.
La motorizzazione prevista sarebbe stata diesel, ma l'indisponibilità di apparati sufficientemente potenti costrinse i progettisti ad adoperare un motore aeronautico BMW a benzina, prodotto su licenza dalla Kawasaki ed erogante 550 hp a 2.000 giri al minuto. Il carro poggiava su 8 ruote portanti doppie, vincolate a bracci oscillanti longitudinali: questi tramutavano i movimenti verticali in orizzontali, cosicché potessero essere assorbiti da due grosse molle a compressione, montate parallele al terreno e sopra le ruote stesse. La trasmissione era anteriore e la doppia ruota di rinvio posteriore controllava la tensione dei cingoli da 305 mm, dotati di guida a dente centrale. Nonostante il peso di ben 37 tonnellate il carro riusciva a raggiungere la velocità di punta di 45 km/h su strada asfaltata e a superare fossati larghi 3 metri.

## Varianti
Del Type 5 Chi-Ri era stata pensata una variante semovente, che preservava il cannone anteriore ma equipaggiava un pezzo da 105 mm in una grande casamatta, al centro o nel retro dello scafo a seconda delle proposte.